# Aneta Spornic
Aneta Spornic (n. 29 iunie 1930, București, România) a fost un ministru și ambasador român în perioada României socialiste. Aneta Spornic a fost membru de partid din 1956.
Aneta Spornic a predat la Academia de Studii Economice.
Aneta Spornic a fost deputat în Marea Adunare Națională în sesiunile din perioada 1975 -1989. În anul 1975, Aneta Spornic  a fost aleasă în funcția de vicepreședinte al Marii Adunări Naționale. În perioada 1979-1982 a deținut funcția de ministru al educației și învățământului în primul guvern Ilie Verdeț (28 august 1979 - 29 martie 1980) și în al doilea guvern Ilie Verdeț (29 martie 1980 - 28 aprilie 1982). În 1979, a fost aleasă membru al Comitetului Central al Partidului Comunist Român. Între 1982-1986 a deținut funcția de vicepreședinte al Comitetului de Stat al Planificării (cu rang de ministru secretar de stat) în primul guvern Dăscălescu (21 mai 1982 - 20 martie 1984) și în al doilea guvern Dăscălescu (29 martie 1985 - 17 iunie 1986).
În decembrie 1987 Aneta Spornic a fost acreditată în calitatea de ambasador extraordinar și plenipotențiar al Republicii Socialiste România în Republica Venezuela, iar la data de 23 februarie 1990, Aneta Spornic a fost rechemată din calitatea de ambasador extraordinar și plenipotențiar al României în Republica Venezuela.

## Distincții
- Ordinul Muncii clasa a III-a (10 iulie 1965) „pentru merite deosebite în realizarea sarcinilor prevăzute în Directivele celui de al III-lea Congres al Partidului Muncitoresc Român”[6]
- Ordinul Muncii clasa a II-a (7 mai 1981) „pentru rezultatele obținute în îndeplinirea cincinalului 1976–1980, pentru contribuția deosebită adusă la înfăptuirea politicii Partidului Comunist Român de făurire a societății socialiste multilateral dezvoltate în patria noastră, cu prilejul aniversării a 60 de ani de la făurirea Partidului Comunist Român”[7]